# Martin Pokorný (politik)
Martin Pokorný (30. listopadu 1836 Hradec Králové – 30. ledna 1900 Praha) byl rakouský a český matematik, pedagog a politik, v 80. letech 19. století poslanec Českého zemského sněmu.

## Biografie
V období let 1846–1854 vystudoval gymnázium v Hradci Králové a pak filozofii na Karlo-Ferdinandově univerzitě v Praze. Získal kvalifikaci pro středoškolského učitele matematiky a fyziky. Od roku 1858 byl po tři roky soukromým učitelem v rodině šlechtice Podstatského Tonserna. Od roku 1861 vyučoval na německém gymnáziu v Praze na Novém Městě, nejprve na zkušební dobu jednoho roku, pak coby suplující učitel matematiky a češtiny. Od roku 1865 byl profesorem matematiky a od roku 1875 (uváděno i od roku 1879) ředitelem reálného gymnázia na Malé Straně. V čele tohoto ústavu zůstal až do svého odchodu na penzi. Byl členem pražské městské rady.
V 80. letech 19. století se zapojil i do zemské politiky. Ve volbách v roce 1883 byl zvolen v městské kurii (volební obvod Praha-Malá Strana) do Českého zemského sněmu.
Působil coby matematik Vzájemné pojišťovací banky Slávia. Byl předsedou Jednoty českých mathematiků. V roce 1893 byl jmenován dopisujícím členem České akademie věd a umění císaře Františka Josefa I. Publikoval četné odborné studie a učebnice matematiky a fyziky. Je jedním z autorů české fyzikální terminologie. Byl rovněž spolupracovníkem Riegrova slovníku naučného, později i Ottova slovníku naučného.
Zemřel v lednu 1900. Pohřben je na Olšanských hřbitovech.